# マーク・アンソニー・ヘラルド
マーク・アンソニー・ヘラルド（Mark Anthony Geraldo、1991年7月12日 - ）は、フィリピンのプロボクサー。キバウェ出身。

## 来歴

### スーパーフライ級
2015年7月6日、井上拓真とOPBF東洋太平洋スーパーフライ級王座決定戦を行い、12回0-3（112-115、111-116、110-117）の判定負けを喫し王座を獲得出来なかった。

### バンタム級
2017年12月16日、ブローニュ＝ビヤンクールのラ・セーヌ・ミュージカルでWBC世界バンタム級シルバー王者ノルディーヌ・ウバーリと対戦し、7回1分15秒KO負けを喫した。

### スーパーバンタム級
2023年5月17日、ジェネラル・サントスのサンマンボクシングジムでマイク・プラニアとスーパーバンタム級10回戦を行い、初回KO負けを喫した。

## 獲得タイトル
- フィリピンPBFバンタム級王座
- WBOアジア太平洋スーパーフライ級ユース王座
- WBOオリエンタルバンタム級王座